# Резіна (Унгенський район)
Резіна (рум. Rezina) — село в Унгенському районі Молдови. Входить до складу комуни, адміністративним центром якої є село Менойлешть.

## Населення
За даними перепису населення 2004 року у селі проживали 905 осіб.
Національний склад населення села:
| Національність   | Кількість осіб | Відсоток   |
| ---------------- | -------------- | ---------- |
| молдавани румуни | 896 2          | 99,0% 0,2% |
| українці         | 5              | 0,6%       |
| росіяни          | 2              | 0,2%       |
| Всього           | 905            | 100%       |